# Пенсакола
Пенсакола (енгл. Pensacola) град је у америчкој савезној држави Флорида. По попису становништва из 2010. у њему је живело 51.923 становника.

## Демографија
Према попису становништва из 2010. у граду је живело 51.923 становника, што је 4.332 (7,7%) становника мање него 2000. године.
| Група             | 2000.          | 2010.          |
| Белци             | 35.824 (63,7%) | 33.383 (64,3%) |
| Афроамериканци    | 17.203 (30,6%) | 14.530 (28,0%) |
| Азијати           | 998 (1,8%)     | 1.037 (2,0%)   |
| Хиспаноамериканци | 1.167 (2,1%)   | 1.711 (3,3%)   |
| Укупно            | 56.255         | 51.923         |